# The DaVincibles
The DaVincibles è una serie animata italo-australiana del 2011 prodotta da Zodiak Active, Rai Fiction, MoonScoop, SLR Productions, Big Animation, Cartobaleno, Telegael e Seven Network. Viene trasmessa in Australia su Seven Network dal 5 febbraio 2011 e in Italia su Rai 2 dal 24 novembre dello stesso anno.

## Trama
Pablo DaVinci, ragazzo di 16 anni appassionato di computer, e sua sorella Zoe, una ragazza di 15 anni dal carattere forte, sono due ragazzi appassionati di avventura, che aiutano lo zio Leo, proprietario di un negozio di antiquario, ad affrontare la società dei "Cattivi Molto Cattivi" (in originale SVBV, Society of Very Bad Villains), capitanata da Quba, che grazie alla vernice Arteviva riporta le opere artistiche in vita.

## Episodi
| Stagione       | Episodi | Prima TV originale | Prima TV Italia |
| -------------- | ------- | ------------------ | --------------- |
| Prima stagione | 52      | 2011-2012          | 2011-2012       |

## Personaggi e doppiatori
| Personaggio       | Doppiatore italiano |
| ----------------- | ------------------- |
| Pablo DaVinci     | Davide Garbolino    |
| Zoe DaVinci       | Emanuela Pacotto    |
| Zio Leo DaVinci   | Luca Bottale        |
| Quba              | Claudio Moneta      |
| Cherie            | Gea Riva            |
| Dottoressa Meanie | Patrizia Scianca    |
| Aka               | Pietro Ubaldi       |
| Pella             | Riccardo Rovatti    |
| Mascot            | Federico Zanandrea  |